# فرانچسکا آلبانزه
فرانچسکا پاولا آلبانِزه (ایتالیایی: Francesca Paola Albanese؛ زادهٔ ۳۰ مارس ۱۹۷۷) فعال دانشگاهی و وکیل بین‌المللی ایتالیایی است. در اول مه سال۲۰۲۲، او به عنوان گزارشگر ویژه سازمان ملل متحد در سرزمین‌های اشغالی فلسطین برای یک دوره سه ساله منصوب شد. آلبانِزه که یکی از مخالفان سرسخت اشغال فلسطین توسط اسرائیل است، در اولین گزارش خود توصیه کرد که کشورهای عضو سازمان ملل «طرحی برای پایان دادن به اشغالگری اسراییل-استعمارگر و رژیم آپارتاید» تهیه کنند. آلبانِزه از انفعال نسبت به این موضوع انتقاد کرده و ایالات متحده را «تسلیم لابی یهودی» و اروپا را دچار «احساس گناه در مورد هولوکاست» توصیف کرده و استدلال می‌کند که هر دو «مظلومان را در این درگیری محکوم می‌کنند».